# Orchomenella minuta
Orchomenella minuta is een vlokreeftensoort uit de familie van de Lysianassidae. De wetenschappelijke naam van de soort is voor het eerst geldig gepubliceerd in 1846 door Kroyer.